# Twierdzenie Eulera (teoria liczb)

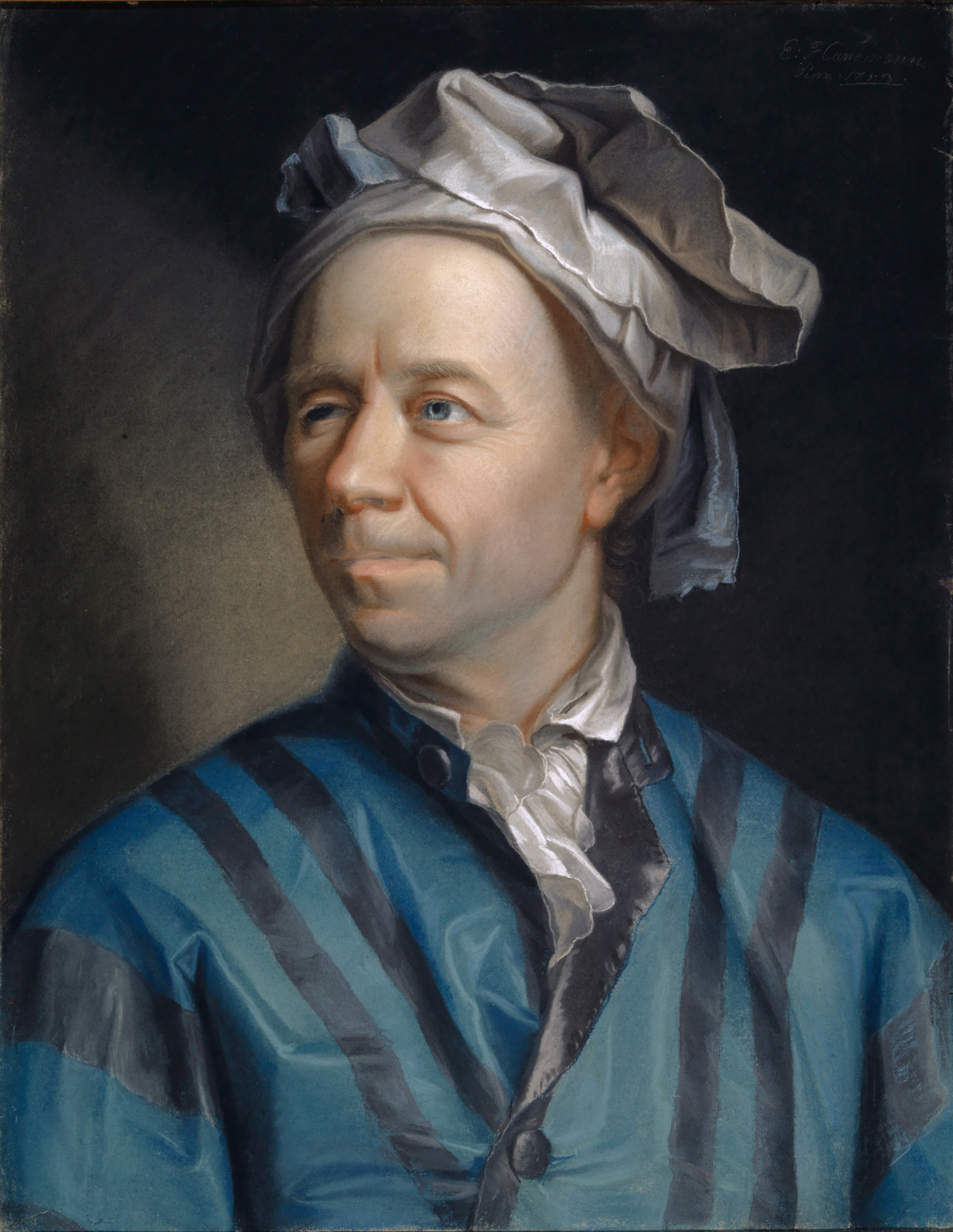
Leonhard Euler, szwajcarski matematyk, którego nazwiskiem zostało nazwane twierdzenie.

Twierdzenie Eulera – twierdzenie w teorii liczb będące uogólnieniem małego twierdzenia Fermata na liczby złożone. Podobnie jak małe twierdzenie Fermata, jest ono wnioskiem z zastosowania twierdzenia Lagrange’a dla grupy multiplikatywnej reszt modulo {\displaystyle n}. Po raz pierwszy zostało udowodnione w pracy szwajcarskiego matematyka, Leonharda Eulera, opublikowanej w 1763 roku.

## Twierdzenie[1][4]
Niech {\displaystyle a} i {\displaystyle n} będą względnie pierwszymi dodatnimi liczbami całkowitymi. Wówczas
|  |  | {\displaystyle a^{\varphi (n)}\equiv 1{\pmod {n}},} |

gdzie {\displaystyle \varphi (n)} oznacza liczbę dodatnich liczb całkowitych nie większych od {\displaystyle n,} które są z {\displaystyle n} względnie pierwsze. Funkcję {\displaystyle \varphi } nazywa się funkcją Eulera lub tocjentem.

## Przykłady
Łatwo sprawdzić, że {\displaystyle \varphi (10)=4,} czyli są dokładnie cztery dodatnie liczby całkowite nie większe od {\displaystyle 10,} które są z {\displaystyle 10} względnie pierwsze. Liczby
|  |  | {\displaystyle 7,\quad 21=3\cdot 7,\quad 133=7\cdot 19} |

są oczywiście względnie pierwsze z {\displaystyle 10,} ponieważ nie są podzielne przez {\displaystyle 2} ani przez {\displaystyle 5.} Twierdzenie Eulera orzeka, że każda z liczb
|  |  | {\displaystyle 7^{4}-1,\quad 21^{4}-1,\quad 133^{4}-1} |

jest podzielna przez {\displaystyle 10.}
Jeśli {\displaystyle n} jest liczbą pierwszą, to {\displaystyle \varphi (n)=n-1.} W tym przypadku twierdzenie Eulera jest równoważne małemu twierdzeniu Fermata.

## Dowód[5]
Niech {\displaystyle m\in \mathbb {Z} _{+}} i {\displaystyle a\in \mathbb {Z} } oraz {\displaystyle \operatorname {NWD} (m,a)=1.}
Jeżeli {\displaystyle m=1,} to {\displaystyle \varphi (m)=1,} a więc {\displaystyle a^{\varphi (m)}=a.} {\displaystyle 1|a-1.} Zatem dla {\displaystyle m=1} twierdzenie jest prawdziwe.
Niech teraz {\displaystyle m>1.}
Przez {\displaystyle A} oznaczmy zbiór {\displaystyle \{p_{1},\,p_{2},\dots ,p_{\varphi (m)}\}} liczb należących do {\displaystyle \mathbb {Z} _{+},} pierwszych względem {\displaystyle m} i mniejszych lub równych {\displaystyle m.}
Niech dla każdego {\displaystyle k\in \{1,\,2,\dots ,\varphi (m)\},} {\displaystyle r_{k}} oznacza resztę z dzielenia liczby {\displaystyle ap_{k}} przez {\displaystyle m.}
Niech {\displaystyle B=\{r_{1},\,r_{2},\dots ,r_{\varphi (m)}\}.}
Udowodnimy, że {\displaystyle A=B.} W tym celu wystarczy pokazać, że:
1. dla każdej liczby {\displaystyle r_{k},} gdzie {\displaystyle k\in \{1,\,2,\dots ,\varphi (m)\},} zachodzi {\displaystyle 0<r_{k}\leqslant m} i {\displaystyle r_{k}} jest względnie pierwsza względem {\displaystyle m} (czyli {\displaystyle B\subseteq A}),
2. funkcja {\displaystyle f\colon A\to B} opisana wzorem {\displaystyle f(p_{k})=r_{k},} gdzie {\displaystyle k=1,\,2,\dots ,\varphi (m),} jest różnowartościowa (wtedy zbiory {\displaystyle A} i {\displaystyle B} byłyby równoliczne, gdyż {\displaystyle f} jest z definicji surjekcją),

bowiem zbiory {\displaystyle A} i {\displaystyle B} są skończone (a więc nie mogą być równoliczne ze swoimi podzbiorami właściwymi).
Liczby {\displaystyle r_{k}} są resztami z dzielenia przez {\displaystyle m,} więc są większe lub równe {\displaystyle 0} i mniejsze od {\displaystyle m.}
Jest też zawsze: {\displaystyle r_{k}\equiv ap_{k}{\pmod {m}},} a więc: {\displaystyle _{(1)}} {\displaystyle r_{k}=ap_{k}+mt_{k}} dla {\displaystyle k=1,\,2,\dots ,\varphi (m)} i {\displaystyle t_{k}\in \mathbb {Z} .}
Ponieważ zarówno {\displaystyle p_{k},} jak i {\displaystyle a} są względnie pierwsze względem {\displaystyle m,} to również {\displaystyle ap_{k}} ma tę własność. Załóżmy, że pewna liczba całkowita {\displaystyle d} dzieli zarówno {\displaystyle r_{k},} jak i {\displaystyle m.} Ze wzoru {\displaystyle _{(1)}} wynika, że {\displaystyle d} musi być równe {\displaystyle 1,} a więc {\displaystyle r_{k}} i {\displaystyle m} muszą być względnie pierwsze. Stąd też {\displaystyle r_{k}\neq 0,} co kończy dowód własności 1.
Załóżmy teraz, że dla pewnej pary {\displaystyle (k,l)\in \{1,\,2,\dots ,\varphi (m)\}^{2}} takiej, że {\displaystyle k\neq l,} zachodzi {\displaystyle f(p_{k})=f(p_{l}).} Byłoby wtedy {\displaystyle ap_{k}\equiv ap_{l}{\pmod {m}},} a więc, ponieważ {\displaystyle a\neq 0} jako liczba względnie pierwsza względem {\displaystyle m,} byłoby też wtedy {\displaystyle p_{k}\equiv p_{l}{\pmod {m}},} co jest niemożliwe, skoro {\displaystyle p_{k},\,p_{l}} są różnymi liczbami całkowitymi dodatnimi mniejszymi od {\displaystyle m.} Zatem dla każdej pary {\displaystyle (k,l)\in \{1,\,2,\dots ,\varphi (m)\}^{2}} takiej, że {\displaystyle k\neq l,} zachodzi {\displaystyle f(p_{k})\neq (p_{l}),} co kończy dowód własności 2.
Ponieważ {\displaystyle A=B,} zatem {\displaystyle \prod \limits _{k=1}^{\varphi (m)}p_{k}=\prod \limits _{k=1}^{\varphi (m)}r_{k}.} Skoro zaś {\displaystyle \prod \limits _{k=1}^{\varphi (m)}r_{k}\equiv a^{\varphi (m)}\prod \limits _{k=1}^{\varphi (m)}p_{k}{\pmod {m}},} to również {\displaystyle \prod \limits _{k=1}^{\varphi (m)}p_{k}\equiv a^{\varphi (m)}\prod \limits _{k=1}^{\varphi (m)}p_{k}{\pmod {m}}.} Stąd, ponieważ {\displaystyle \prod \limits _{k=1}^{\varphi (m)}p_{k}} jest względnie pierwsze z {\displaystyle m,} zachodzi {\displaystyle a^{\varphi (m)}\equiv 1{\pmod {m}}\quad _{\square }}

## Inny dowód[6]
Niech {\displaystyle m\in \mathbb {Z} _{+}} i {\displaystyle a\in \mathbb {Z} } będą liczbami względnie pierwszymi, a {\displaystyle P=(a_{1},a_{2},\dots ,a_{\varphi (m)})} będzie ciągiem liczb naturalnych mniejszych od {\displaystyle m} i względnie z nim pierwszych. Wtedy ciąg {\displaystyle P'=(aa_{1},aa_{2},\dots ,aa_{\varphi (m)})} z wyrazami wziętymi {\displaystyle {\pmod {m}}} jest permutacją ciągu {\displaystyle P.} Istotnie, dla każdego {\displaystyle i,\ aa_{i}} jest również względnie pierwsze z {\displaystyle m,} zatem zachodzi {\displaystyle aa_{i}\equiv a_{k}{\pmod {m}}} dla pewnego {\displaystyle k} i ponieważ ponadto {\displaystyle aa_{i}\equiv aa_{j}\Leftrightarrow a_{i}\equiv a_{j}{\pmod {m}}} (bo z założenia {\displaystyle a} i {\displaystyle m} są względnie pierwsze), a zatem elementy ciągu {\displaystyle P'} są różne, więc istotnie jest to permutacja.
W związku z tym:
{\displaystyle a_{1}a_{2}\ldots a_{\varphi (m)}\equiv (aa_{1})(aa_{2})\ldots (aa_{\varphi (m)}){\pmod {m}},}
{\displaystyle a_{1}a_{2}\ldots a_{\varphi (m)}\equiv a^{\varphi (m)}a_{1}a_{2}\ldots a_{\varphi (m)}{\pmod {m}},}
{\displaystyle 1\equiv a^{\varphi (m)}{\pmod {m}}.}
q.e.d.